# 청록파
청록파(靑鹿派)는 1940년대 초 잡지 《문장》지의 추천으로 시단에 등장한 조지훈, 박두진, 박목월 시인 세 명을 말한다.
같은 시기에 《문장》지의 추천으로 시단에 등장한 조지훈, 박두진, 박목월은 우연히 공통적인 시풍(詩風)을 가졌는데, 시를 표현할 때, 자연을 바탕으로 전통적인 운율 감각을 써서 자연파 또는 청록파라 부르는 시파를 이루었다. 
먼저 박목월은 〈길처럼〉, 〈그것은 연륜(年輪)이다〉, 〈산그늘〉과 1940년 〈가을 어스름〉이 추천되었는데, 그의 시는 대체로 애련·소박한 향토적인 세계를 노래했다. 박두진은 〈낙엽송〉(落葉頌)(1939), 〈들국화〉(1940)가 추천된 후 뒤에 발표된 〈도봉〉(道峰), 〈연륜〉(年輪), 〈숲〉, 〈설악부〉(雪岳賦), 〈푸른 숲에서〉 등 자연과의 친화에서 출발하여 싱싱한 자연의 생활력과 또 피안적이며 신앙적인 시세계를 보여주었다. 한편 조지훈은 〈승무〉(僧舞)(1939), 〈봉황수〉(鳳凰愁)(1940) 등의 추천시와 뒤에 발표한 〈고풍의상〉(古風衣裳), 〈고사〉(古寺) 등 그 제재(題材)·시상(詩想)에 있어서 제2의 자연이라 할 수 있는 고적(古蹟)·고전에 대한 애정을 나타내어서 화사(華奢)·전아하고, 전통적이며 고전적 시세계를 이룬 것이 특징이었다. 
이 세 사람의 시인은 이후의 활동과 함께 광복 이전과 이후의 한국시를 이어주는 징검다리로서의 구실을 했고 시의 순수성을 굳건히 지키며 시의 바른 길을 밝혀 주었다. 특히 이 청록파 시인들의 공통적인 특징인 자연의 세계는 전기의 전원시를 한층 발전시킨 참신한 감각으로 이루어진 것이다. 이들의 자연시는 암흑기적인 시대 현실에 대해 도피적인 시세계라기보다 추악한 도시 현실을 외면한다는 뜻에서 자연 복귀라고 할 수 있으며, 이들이 동양 시인의 체질을 보여주었다는 점에서 전통적인 세계가 그들의 시적 근거로 형상화되었다. 이 청록파 시인은 광복 후 시단의 전통의 집대성에 큰 영향을 끼쳤으므로 광복부터 6·25 전쟁까지의 한 시기를 대표하게 되었다.